# Augustin-Joseph Desgardin
Le bienheureux Augustin-Joseph Desgardin (Frère Élie) est un religieux catholique français, né en 1750 à Hénin-Liétard et mort le 6 juillet 1794 sur les pontons de Rochefort.

## Biographie
Moine cistercien à l'abbaye de Sept-Fons, il est déporté sur les pontons de Rochefort.
Il est béatifié par Jean-Paul II le 1er octobre 1995.

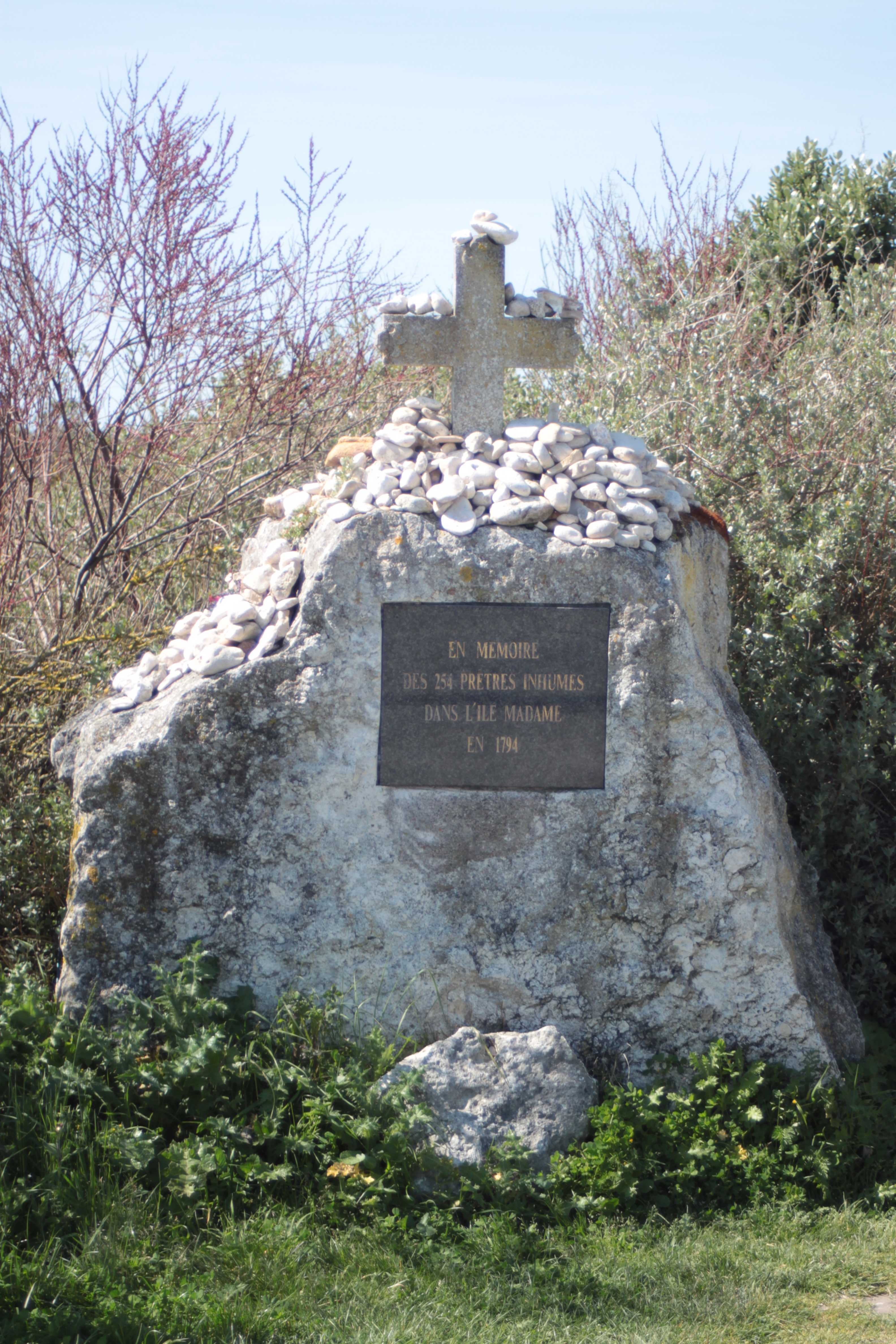
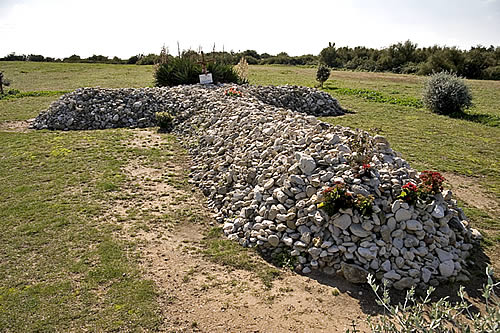

## Sources
- abbé Yves Blomme, Les Prêtres déportés sur les Pontons de Rochefort, Éditions Bordessoules, 1994  (ISBN 9782903504649)